# ジャラー
ジャラー（梵: जरा, Jarā）は、インド神話に登場するラークシャサの女性（ラークシャシー）である。マガダ国に住み、マガダ国王ジャラーサンダの誕生に大きくかかわったと伝えられている。

## 神話
ジャラーは人を喰らって生きるラークシャサの1人である。あるときジャラーが四辻を通りかかると、半分だけしか身体を持たない2人の赤子が捨てられていた。赤子たちはマガダ国王ブリハドラタの2人の妻が生んだ子供で、子宝に恵まれなかったブリハドラタが聖仙チャンダカウシカから授かったマンゴーの果実を2人の妻に与え、彼女たちが果実を半分に切り分けて食べたところ、どちらの妻も半分だけの身体の赤子を生んだ。彼女たちは生まれてきた赤子の異様な姿に驚き悲しみ、四辻に赤子を捨てたのであった。ジャラーは赤子たちを見つけると、持ち帰って食らおうと考え、赤子たちを拾った。このときジャラーは運びやすくするために赤子の身体を1つに接合した。すると赤子たちは威光に満ちた1人の赤子になった。驚いたジャラーは、凄まじい声で泣く赤子を持ち帰ることができなかった。そしてブリハドラタと2人の妻が泣き声を聞きつけて後宮から出てくると、赤子がマガダ国の王子であることを悟り、人間の姿に変身して彼らに赤子を返した。このような偶然からジャラーはブリハドラタに強大な息子を授け、王は息子がジャラーによって接合されて（サンディタ）生まれたので、ジャラーサンダと名付けた。
今日では、ジャラーの絵を家に飾って礼拝すると、他の悪鬼たちが現れないと信じられている。